# سال زانتز

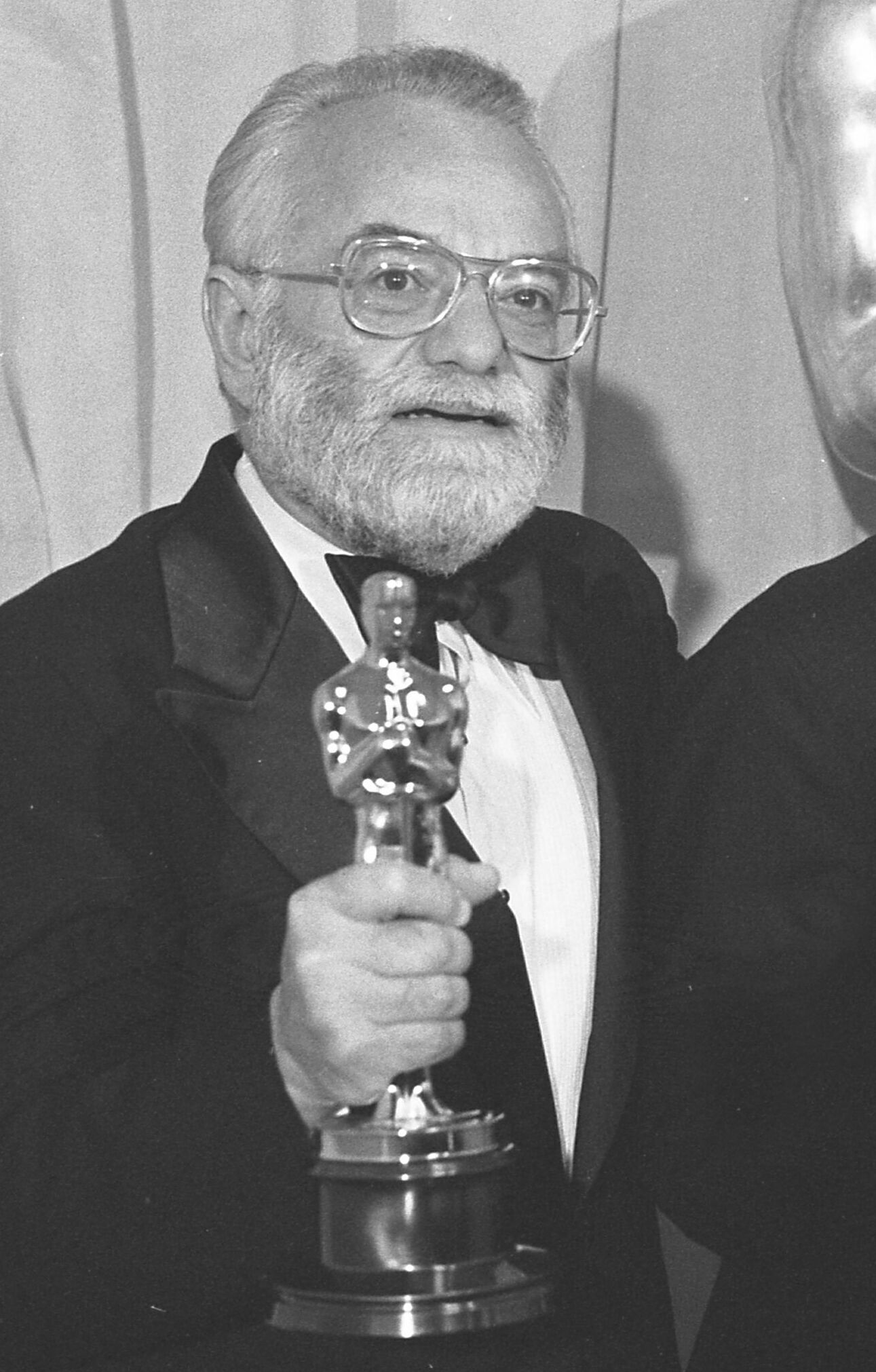
سائول زانتز

سائول زانتز (انگلیسی: Saul Zaentz؛ ۲۸ فوریهٔ ۱۹۲۱ – ۳ ژانویهٔ ۲۰۱۴) یک تهیه‌کننده اهل ایالات متحده آمریکا بود.
وی همچنین برنده جوایزی همچون جایزه اسکار یادبود ایروینگ جی. تالبرگ شده است.